# Montboucher-sur-Jabron
Montboucher-sur-Jabron település Franciaországban, Drôme megyében. Lakosainak száma 2559 fő (2022. január 1.). Montboucher-sur-Jabron La Bâtie-Rolland, Espeluche, Montélimar, Puygiron és Sauzet községekkel határos.

## Népesség
A település népességének változása:
| Lakosok száma | 667  | 1042 | 1278 | 1823 | 2235 | 2260 | 2285 | 2400 | 2456 | 2559 |
|               | 1968 | 1982 | 1990 | 2006 | 2013 | 2015 | 2017 | 2019 | 2020 | 2022 |